# 楊世光
楊世光（1976年10月24日—），生於臺灣臺北，籍貫山東高密。曾任東森財經新聞台節目《57金錢爆》主持人，2017年後轉赴上海主持YouTube節目《金錢爆》。曾任新黨青年團團長、新黨全國委員會委員、新黨秘書長。2019年，曾宣布代表新黨作為2020年中華民國總統選舉候選人，但因未能達到聯署門檻而未參選。2019年回台后继续主持YouTube节目《杨世光在金钱爆》和《杨世光的新视野》。

## 生平
1996年畢業于臺北商專銀行保險科，1999年赴中國广东中山大學金融系學習，2002年畢業。2014年代表新黨參選台北市議員選舉落敗，2014年接任新黨秘書長。2019年7月2日宣布參選2020年總統選舉，後因連署未達目標的四成而宣布退選，並稱為避免支持者被追殺，不會將連署書交予政府，未來會全力支持韓國瑜。2021年11月參選新黨黨主席，但以得票率28.66％敗給得票率71.34％的吳成典。。

## 財經媒體人
「我從國小開始就愛看財經新聞、股市資訊，漫畫書卻不愛看。」他從小就接觸到報紙上的財經新聞及股市資訊，進而對財富管理逐漸產生興趣，無形中將他推向經濟以及財富管理的道路。楊世光表示，自己從小就有儲蓄的觀念，由於父親長年在外，每次回家總會依照成績好壞給予零用錢當作獎賞，因為功課不錯，久了也讓他盆滿缽滿。
在小學4年級就買了第1張股票（建台水泥），他從報紙上知道當年股票都有一段蜜月行情，所以1987年底建台掛牌時，就叫媽媽出錢讓他買入，結果從26元、27元上漲到接近40元時賣出。當時雖然年紀尚小，但長期對財經資訊的鑽研，讓他注意到個股會有第2度蜜月，於是在60幾元又跳進去買，漲到80元才賣出。到了國3，台股在攻上萬點後，因郭婉容事件（課徵證券交易稅）而崩盤；緊接著他買入國內第二大投資公司朕偉，因金融三法政策實施也迅速倒閉。兩大事件讓楊世光慘賠，使得他決定購買相關書籍，在家專心研究技術面找賣點。楊世光回想國中時期，成績好壞總是隨著股市起伏而定，崩盤期間因忙著研究股票無心念書，使得高中聯考失利，未錄取前三志願，卻以高分成績就讀台北商業專科學校（已改制為台北商業大學）銀行保險科。在就讀台北商業專科學校時也成立專門研究股市的經濟研究社。
畢業後，在運通財經台當分析師，從業3年後開始在財經節目當嘉賓。2006年，楊世光被東森看中，從此開始在東森財經新聞台擔任主持人，主持過《盤中訪談》、《股動錢潮》、《ECFA進行式》、《夢想街57號》和《57金錢爆》等節目。其中，楊世光主持《57金錢爆》8年，於2017年12月29日錄完第1926集，在40歲合約到期後，離開待了11年的東森財經。
2018年開始，楊世光赴上海制作节目，大陆地区版权独家授权给上海仟和億教育培訓有限公司，海外版权仍然由自己的团队运营，持续在Youtube《杨世光在金錢爆》频道（金錢豹有限公司代表人，公司登記於台北市內湖區）免费播出。其政治立場與其財經分析立場一致。

## 政治生涯
從台北商專畢業後，1998年楊世光到廣州的中山大學讀書，開始接觸台灣與中國大陸文化與發展的差異。1992年加入中國國民黨。2014年九合一選舉新黨提名楊世光在松山信義選區競選市議員，因此被國民黨開除黨籍。楊世光以11639票落選第三選區市議員，為該區的落選頭。2015年，楊世光被列入新黨不分區名單。

## 參選2020年總統選舉
2019年7月2日，楊世光宣布參選2020年總統選舉，批評蔡英文執政能力堪憂，並指她不是真心關心臺灣下一代。楊世光提出三大政見，若他當選，會將總統蔡英文任內所做違憲違法之事繩之以法；第二要出售台灣居住權；第三他將和美國談判，把蔡英文的軍購報價以8折價格購買。

### 政见：抓蔡英文入獄
楊世光表示，若當選，將徹查蔡英文違法違憲做為，「蔡英文五月20日下台之際，就是進入大牢之際」，「蔡英文剝削軍公教退休金，未來絕對追究到底」。

### 政见：開放陸綠卡還學貸
楊世光認為社會的不平等，政府要介入。針對學貸問題、房貸問題、幼兒問題、退休金問題等，他提出開放大陸投資移民的方案。每人800萬台幣，每年開放1萬名，就有800億台幣的收入，打掉1795億台幣的學貸，並增加其他房貸津貼等福利政策空間。楊世光表示，開放大陸投資移民，可以一併解決少子化的問題，解決勞動力量與質的問題，將社會底層的人力從時間與債務的束縛中釋放出來。

### 政见：軍購打8折
楊世光指出，軍購一定可以打折，從美國目前的工業生產情況，美國本土的國防訂單是不能滿足目前美國的生產線需求，也就是為了維持生產線，台灣可以用相當低的價格，「幫助」美國維持它的國防工業，也可以「幫助」台灣的預算。他並批評，這中間的利差，被總統蔡英文拿來做洗腦台灣人的工作了，可惜的是，學「會計」的朱立倫不懂，學「語文」的韓國瑜不懂，學「做生意」的郭台銘裝不懂。 台灣目前對美軍購價格明顯偏高，因此他承諾，蔡英文所接受的美國軍購報價，他可以拿到8折，給他6個月，如果他沒能兌現，他將在就任後6個月下台負責。

### 與時代力量對賭
2019年7月，杨世光在大陸地區的獨家版權被授權方，上海仟和億教育培訓有限公司，遭公安机关调查，其法人代表廖英強（曾任第一财经《谈股论金》嘉宾主持）因非法经营证券、期货投资咨询业务，涉嫌非法经营被刑事拘留，同时带走多名台灣分析師。楊世光表示，因海峽兩岸服務貿易協議未過，導致台商在金融服務業、教育培訓等第三產業遇到法律爭議，並點名阻礙服貿的時代力量立委黃國昌和陸委會負責，盡快協助台灣分析師。黃國昌發文回應「奇怪，新黨自己這麼喜歡被送中，那還救什麼救」，要楊世光趕快去上海。楊世光表示，只要黃國昌付機票錢，他就去上海；如果他不敢去，就在時代力量黨部門口跪著發5,000份雞排；如果他去了，又安全返台了，黃國昌要去新黨黨部門口發5,000份雞排，稱之為「機雞對決」。時代力量黨代表王奕凱在《這！不是新聞》節目上接下賭注，幫楊世光出機票錢。7月16日，楊世光成功返台並在臉書上發出過關入關影片。王奕凱於26日在新黨黨部門口發放1,000份雞排。

### 主張一國兩制
2019年9月17日，楊世光經登記成為第15任總統副總統被連署人。楊世光強調，選舉的唯一主張，就是台灣要維持現狀，一國兩制將是台灣最好的選擇，台灣年輕人缺乏的是好的機會，要讓台灣有好的機會，維持現狀的可能，「一國兩制是最重要、最好、甚至是唯一個選擇。」  楊世光指出台灣目前最大問題就是兩岸關係。主張正面處理兩岸關係，他表示「一國可以談，兩制更可以談」

### 違反社會秩序維護法
2019年10月，楊世光因涉嫌違反《社會秩序維護法》遭北市警局傳喚。楊世光在2019年8月的直播節目中提到，他詢問任職電信公司友人，這名友人稱電信公司都有機房，國安局、警方擺了被稱為「黑猩猩」的黑盒子，卻很少拿到「監聽函」，不敢保證沒有監聽。嘉義縣調查站發現影片，9月函文台北市警方查辦。楊世光對此表示，「台灣的言論自由比上海都不如」。
2019年11月1日，楊世光宣布，募得連署書未達28萬384份門檻，確定退出2020年總統選舉；並稱新黨總統大選會支持國民黨總統參選人韓國瑜。11月21日，被列入2020年新黨不分區立委名單。

## 政治立場

### 兩岸關係
楊世光認為，「一國兩制就像地球轉月球。台灣與中国的關係是一個星系中的地球與月球之間的關係，沒有月球，地球的磁力與引力會改變。」，「台灣離上帝太遠，離中国太近，躲都躲不掉。必須正視並且正面迎向兩岸的問題。」台灣和中国的出口順差是1300億，佔台灣GDP將近4成，也就是「有1/4的人是靠中国養的」，因此兩岸關係是台灣目前最大問題。
他參選的唯一主張就是，一國兩制，唯一選擇。新黨新聞稿指出，楊世光參選主軸「一國兩制，唯一選擇」，現在不需要，未來很重要。楊世光主張，為了要永保台灣現狀，減少國防與安全成本，同時全心發展經濟和民生，必須在一個中國的前提下，就中華民國與中華人民共和國展開民族復興協商。推動兩岸在2020年開始啟動對話協商，是他參選的使命與職志。楊世光坦言這次參選「選上的機會不大」，但這條路走總要走第一步，如同國父革命11次，「我們不在乎第幾次成功，對的路第一步一定要踏出去」。

### 台灣機會
楊世光說，以東協為軸心的RCEP將在2019正式成立，這是亞洲經濟與地位重新洗牌的機會、錢潮、專業人才以及機會都來了。然而，台灣陷於政治與意識烈態之爭，自外於亞洲發展的機遇。楊世光呼籲台灣民眾在2020年大選要揚棄政治與意識型態的問題，真正面對亞洲經濟重新洗牌的機會，讓台灣搭上區域經濟合作的列車，而一國兩制才能讓台灣找到定位。
楊世光說，「世界三塊大陸的東南邊都有一個島」。非洲大陸東南邊有馬達加斯加島；印度大陸東南邊有斯里蘭卡；中國大陸東南邊有台灣島。為何沒有人關心馬達加斯加的猴子、猩猩，也沒有人關心斯里蘭卡的人權，但為什麼國際社會要關心台灣？「因為台灣是國際面對中國大陸的關鍵樞紐」。世界各國視中國大陸為經濟發展的資產，只有蔡英文政府反其道而行，定位中國大陸是台灣的負債。楊世光重申，台灣人要自問的是：你要特殊待遇？國民待遇？還是殖民地待遇？

### 自由與公平
楊世光表示，台灣遇到的選擇問題不單是統獨，還有左右問題，在於自由（不平等）和公義（分配）。但台灣現在價值是民主自由，又覺得不公不義，分配不公。所以他出來要說清楚講明白。
他認為，只有吃飽吃好才會有精神自由，民主只是一個手段，不該是個信仰，台灣卻把它變成一種信仰跟價值觀，是本末倒置。

### 評價反送中

#### 香港的價值
楊世光在直播節目中表示，香港的唯一價值就是獨立關稅地區的價值。而香港的獨立關稅區地位只對中國大陸具有價值。中共透過香港的一國兩制安排與國際交往、互動，成為還沒預備好與國際遊戲規則接軌的中國大陸的緩衝區，這是香港僅剩的價值。楊世光指出，香港在金融領域扮演中國大陸向世界學習與溝通的橋樑角色。重點不在港交所的流量多寡，因為上海證券與期貨交易所的成交量早已超越香港；也不是大型中資企業如騰訊、阿里巴巴境外掛牌的意義，而是中國大陸與國際金融逐漸接軌的過程需要香港這座橋樑。他舉人民幣國際化與匯率自由浮動為例，達成這兩個目標需要試錯與時間，境內（在岸）CNY與境外（離岸）人民幣CNH(香港人民幣)因應而生。透過香港人民幣的交易，流動與存量的累積，為人民幣國際化出現價格定錨做準備。當中國大陸完全預備好，並成為國際規則制定者時，香港的地位與價值將蕩然無存。

#### 反送中訴求
楊世光認為，香港特首是不可能直選的，因為英國統治香港時，就沒有給香港人直選特首的權利。英國政府將「一國兩制，50年不改」的綱領寫入「中英聯合聲明」裡，北京政府只是依照英國移交香港時的原貎治理香港而已。他表示，港獨也是不可能的。楊世光引述前AIT理事主席卜睿哲日前在接受BBC(英國國家廣播電台)時的談話。卜睿哲表示，英國統治者早就凖備將香港移交中國，並無為香港獨立鋪路。在他看來，港獨自決是鏡花水月，無論中國還是國際社會，都不會承認自主宣佈獨立的香港。香港任何的民主轉變，都需要中央首肯才可能達成」。

#### 香港真正問題
楊世光表示，香港應該擔憂的是競爭力與成為中國大陸對外窗口的優勢正在消失的問題。當全球聚焦點於香港的示威與衝突時，大陸國務院在同時間公布了大陸金融開放新11條，加速外資全面與深度參與大陸銀行、證券、保險產業等。不管是「純屬巧合」還是「有心刻意」，中國大陸對外開放的力度愈大，香港被邊緣化的危機愈深。

## 外部連結
- 臉書：楊世光的新視野 （页面存档备份，存于）
- YouTube頻道：楊世光在金錢爆 （页面存档备份，存于）
- 微博：楊世光在金錢爆